# Kauaeranga (fleuve)
Le fleuve Kauaeranga  (en anglais : Kauaeranga River) est un cours d’eau de l’Île du Nord de la Nouvelle-Zélande.

## Géographie
C’est l’une des principales rivières de la Péninsule de Coromandel, qui prend naissance dans la chaîne de Coromandel, qui forme l’axe de la péninsule, à 660 m d'altitude sur le flanc nord des "Pinacles" (759 m).
Elle s’écoule vers le sud-ouest traversant le Coromandel Forest Parc , pour atteindre la baie de Firth of Thames au niveau de la ville de Thames